# Adversidade
Anthony Adverse (bra/prt: Adversidade) é um filme estadunidense de 1936, dos gêneros épico, aventura e drama histórico, dirigido por Mervyn LeRoy, estrelado por Fredric March e Olivia de Havilland, e coestrelado por Anita Louise, Donald Woods, Edmund Gwenn, Claude Rains, Louis Hayward e Gale Sondergaard. O roteiro de Sheridan Gibney foi baseado no romance homônimo de 1933, de Hervey Allen.

## Sinopse
Em 1773, na Itália, a bela jovem Maria Bonnyfeather (Anita Louise) se casa com o Marquês Don Louis (Claude Rains), um homem rico e cruel. No entanto, a moça é apaixonada por Denis Moore (Louis Hayward), um homem mais jovem. Quando Don Louis descobre a paixão, ele mata Denis em uma luta de espadas e leva sua esposa em uma longa viagem pela Europa. Meses depois, ela morre ao dar à luz um filho. Don Louis abandona o recém-nascido num convento, onde é criado até os dez anos. Com o passar do tempo, o garoto vira aprendiz de um comerciante local, que lhe dá o nome de "Anthony Adverse" por causa das adversidades de sua vida. Mas as dificuldades do rapaz estavam apenas começando, já que o destino estava guardando surpresas inimagináveis em seu caminho.

## Elenco
- Fredric March como Anthony Adverse
  - Billy Mauch como Anthony Adverse (criança)
- Olivia de Havilland como Angela Guisseppi
- Anita Louise como Maria Bonnyfeather
- Donald Woods como Vincent Nolte
- Edmund Gwenn como John Bonnyfeather
- Claude Rains como Marquês Don Luis
- Louis Hayward como Denis Moore
- Gale Sondergaard como Faith Paleologus
- Steffi Duna como Neleta
- Akim Tamiroff como Carlo Cibo
- Ralph Morgan como Debrulle
- Henry O'Neill como Padre Xavier
- Rollo Lloyd como Napoleão Bonaparte
- Pedro de Cordoba como Irmão François
- Alma Lloyd como Florence Udney (adulta)
  - Marilyn Knowlden como Florence Udney (criança)

## Produção
Antes de escalar Fredric March para estrelar ao lado de Olivia de Havilland, a Warner Bros. considerou a escalação de Robert Donat, Leslie Howard e George Brent para o papel-título. O estúdio, durante a pré-produção, também cogitou escalar Errol Flynn para ser um papel coadjuvante ao lado de March, mas Flynn se tornou tão popular entre os espectadores após sua atuação em "O Capitão Blood" (1935) que a Warner Bros. o designou para estrelar o filme "A Carga da Brigada Ligeira" (1936).
Billy Mauch interpretou Anthony Adverse ainda criança nas cenas iniciais do personagem. A Warner Bros., ao descobrir que Billy possuía um irmão gêmeo, Bobby Mauch, contratou os dois. Pouco tempo depois, eles foram escalados juntos para o elenco principal de "The Prince and the Pauper" (1937).

## Recepção
Frank S. Nugent, em sua crítica de 1936 para o The New York Times, reclamou do "filme gigantesco da Warner":
"Falando por nós mesmos, achamos que é um filme volumoso, divagante e indeciso que não apenas tomou liberdades com a letra do original, mas com seu espírito ... Apesar de toda a sua extensão, [o romance] era coeso e bem arredondado. A maior parte de sua qualidade picaresca foi perdida na versão para as telas; sua filosofia é vaga, sua caracterização confusa, e sua história tão frouxamente entrelaçada e episódica que sua narrativa parece interminável. Alguns anos atrás, dedicávamos a maior parte de um fim de semana britânico à leitura do pequeno panfleto do Sr. Allen e gostávamos disso. Ontem, passamos apenas uma fração a mais de duas horas assistindo seu progresso na tela e nos contorcemos como um garotinho na escola dominical".
Escrevendo para o The Spectator, Graham Greene expressou pontos de vista semelhantes, observando amargamente que o filme "dura muito tempo, caso contrário, poderia ter sido o filme mais engraçado desde As Cruzadas". A revista Variety descreveu a produção como "um pouco instável" e "um pouco prolixa" também; mas elogiou o desempenho de Fredric March, acrescentando que ele foi "uma escolha de craque, desempenhando o papel ao máximo". O Film Daily escreveu que o filme "facilmente se classifica entre os principais filmes falados", e chamou a atuação da produção de "impecável". John Mosher, em sua crítica para o The New Yorker, elogiou a atuação de March, escrevendo: "Não acho que o Sr. March tenha feito um trabalho melhor do que este".
"Anthony Adverse" foi eleito um dos dez melhores filmes do ano pela National Board of Review, e ficou em oitavo lugar na pesquisa anual de críticos do Film Daily. Em uma crítica posterior, no entanto, o reverendo Austin Spencer também achou a adaptação para o cinema – quando comparada ao romance – inadequada, especialmente ao retratar os desafios pessoais enfrentados pelo protagonista da história:
"No livro escrito e publicado, a vida abrangente de Anthony Adverse foi claramente planejada para ser uma jornada espiritual, pelo menos tanto quanto física. Condizente com seu nome, ele passa por grandes adversidades para emergir como um homem melhor – renunciando às posses materiais em geral e à posse de escravos em particular, e aspirando cada vez mais a imitar o santo e mártir Irmão François. No filme, tudo isso foi amputado ao cortarem o enredo do livro no meio. O Anthony Adverse do filme é de fato negado a redenção espiritual que seu criador literário pretendia para ele. Possivelmente isso se deveu simplesmente ao fato de que um filme de duração normal não poderia acomodar tantas aventuras e mudanças de sorte ao redor de três continentes. Mas tenho uma leve suspeita de que alguns dos cineastas consideraram "cristianismo demais" uma ameaça ao sucesso de bilheteria de um filme. De qualquer forma, recomendo fortemente a todos que assistirem ao filme que também leiam o livro e descubram por si mesmos o que perderam".
Em sua crítica para o Turner Classic Movies, Leonard Maltin deu ao filme 3.5/4 estrelas, elogiando a "filmagem de grande sucesso do best-seller de Hervey Allen ... de um jovem ganhando maturidade por meio de aventuras em várias partes da Europa, Cuba e África do início do século XIX", a cinematografia do filme e a "trilha sonora empolgante", ambas vencedoras do Oscar.
No Rotten Tomatoes, site agregador de críticas, 20% das 10 críticas do filme são positivas, com uma classificação média de 4,3/10. Esta é a pontuação mais baixa de qualquer filme indicado ao Oscar de melhor filme no site; no entanto, o Rotten Tomatoes lista apenas dez críticas, então a pontuação citada reflete apenas uma amostra relativamente pequena de revisões.

### Bilheteria
O filme foi o segundo lançamento mais popular do estúdio em 1936. Foi também a segunda produção mais cara da Warner naquele ano, com um orçamento total de US$ 1.192.000. De acordo com a Warner Bros., o filme arrecadou US$ 1.783.000 nacionalmente e US$ 967.000 no exterior, totalizando US$ 2.750.000 mundialmente. O retorno lucrativo da produção foi de US$ 1.558.000.

## Prêmios e indicações
| Ano  | Cerimônia | Categoria                     | Indicado                                   | Resultado | Ref.          |
| ---- | --------- | ----------------------------- | ------------------------------------------ | --------- | ------------- |
| 1937 | Oscar     | Melhor filme                  | Henry Blanke (para a Warner Bros.)         | Indicado  | [ 16 ] [ 17 ] |
| 1937 | Oscar     | Melhor atriz coadjuvante      | Gale Sondergaard                           | Venceu    | [ 16 ] [ 17 ] |
| 1937 | Oscar     | Melhor trilha sonora          | Erich Wolfgang Korngold & Leo F. Forbstein | Venceu    | [ 16 ] [ 17 ] |
| 1937 | Oscar     | Melhor fotografia             | Tony Gaudio                                | Venceu    | [ 16 ] [ 17 ] |
| 1937 | Oscar     | Melhor montagem               | Ralph Dawson                               | Venceu    | [ 16 ] [ 17 ] |
| 1937 | Oscar     | Melhor direção de arte        | Anton Grot                                 | Indicado  | [ 16 ] [ 17 ] |
| 1937 | Oscar     | Melhor assistência de direção | William Cannon                             | Indicado  | [ 16 ] [ 17 ] |

## Na cultura popular
O tema inicial do segundo movimento do concerto para violino de Erich Wolfgang Korngold foi extraído de músicas que ele compôs para o filme. A cantora inglesa Julia Gilbert trocou seu nome artístico para Anthony Adverse ao iniciar seu contrato com uma gravadora em Londres, no final dos anos 1980.
O ator Tony Curtis (1925–2010), nascido Bernard Schwartz, nomeou-se "Tony" por causa do personagem-título: o romance do qual este filme foi adaptado era o favorito do ator. Curtis, que se estabeleceu como um astro em "The Prince Who Was a Thief" (1951), foi enterrado com um chapéu Stetson, um cachecol Armani, luvas para dirigir, um iPhone e uma cópia de seu romance favorito, "Anthony Adverse".
Jack Benny satirizou o filme em "Jell-O Show", nos episódios de 11 e 18 de outubro de 1936.
No curta de comédia "What, No Men!" (1934), quando o avião pousa no "País Indiano" e Gus (El Brendel) é instruído a lançar a âncora, ele joga uma corda presa a um enorme livro intitulado "Anthony Adverse".
No desenho animado "Hare Do" (1949), a marquise de um cinema anuncia o filme.